# Bosaro
Bosaro (Bozaro in veneto) è un comune italiano di 1 390 abitanti della provincia di Rovigo in Veneto, situato a sud del capoluogo.

## Geografia fisica
Il territorio comunale di Bosaro è situato nel medio Polesine, del quale condivide la tipica morfologia pianeggiante e ricca di corsi d'acqua. Infatti il Canalbianco a nord ed il Collettore Padano a sud costituiscono parte del suo confine naturale. Il centro abitato è attraversato dal 45º parallelo, la linea equidistante fra il Polo nord e l'Equatore.

## Storia
Benché la prima costruzione in muratura risalga al XV secolo, la ricchezza d'acqua e le estese zone boschive che contraddistinguevano il territorio in vicinanza dell'abitato, queste ultime attualmente scomparse ma che trovano riscontro nella toponomastica di una delle sue attuali frazioni, Bosco del Monaco, lasciano presupporre con ragionevole autorità un precedente sviluppo legato alle opportunità che i vicini corsi d'acqua offrivano per il sostentamento della comunità, favorendo lo sviluppo della pesca e fornendo ai suoi abitanti il necessario materiale di costruzione.
Nel corso del XV secolo la famiglia Turolla edificò in Bosaro la propria dimora trasformando la semplice fisionomia del villaggio. In seguito Bosaro seguì le vicende storiche della vicina Polesella, politicamente territorio del Ducato di Ferrara fino al 1484 con la conclusione della Guerra di Ferrara, o Guerra del Sale, e che sancì la vittoria, e la conseguente annessione, della Repubblica di Venezia. Negli anni successivi la famiglia Turolla si incaricò della costruzione di una nuova chiesa, eretta a parrocchia nel 1497, separando così Bosaro dalla pieve di Arquà. In quel contesto l'opera di censimento effettuata dall'autorità ecclesiastica dichiarava circa 400 fedeli.
La caduta della Repubblica di Venezia del 1797 ad opera di Napoleone Bonaparte, segnò una nuova annessione del territorio. Le clausole del Trattato di Campoformio consegnarono Bosaro e tutto il territorio veneziano all'Impero austriaco che però rimase sovrano per un tempo limitato. Già dal 18 marzo 1805, con la firma del trattato di Presburgo, l'Austria cedette la Provincia Veneta austriaca alla Francia: il successivo 26 maggio Napoleone, da poco divenuto Imperatore dei francesi, si incoronò Re d'Italia a Milano, cingendo la Corona ferrea. Bosaro tornò così sotto il controllo francese nella nuova identità nazionale, il Regno d'Italia napoleonico.

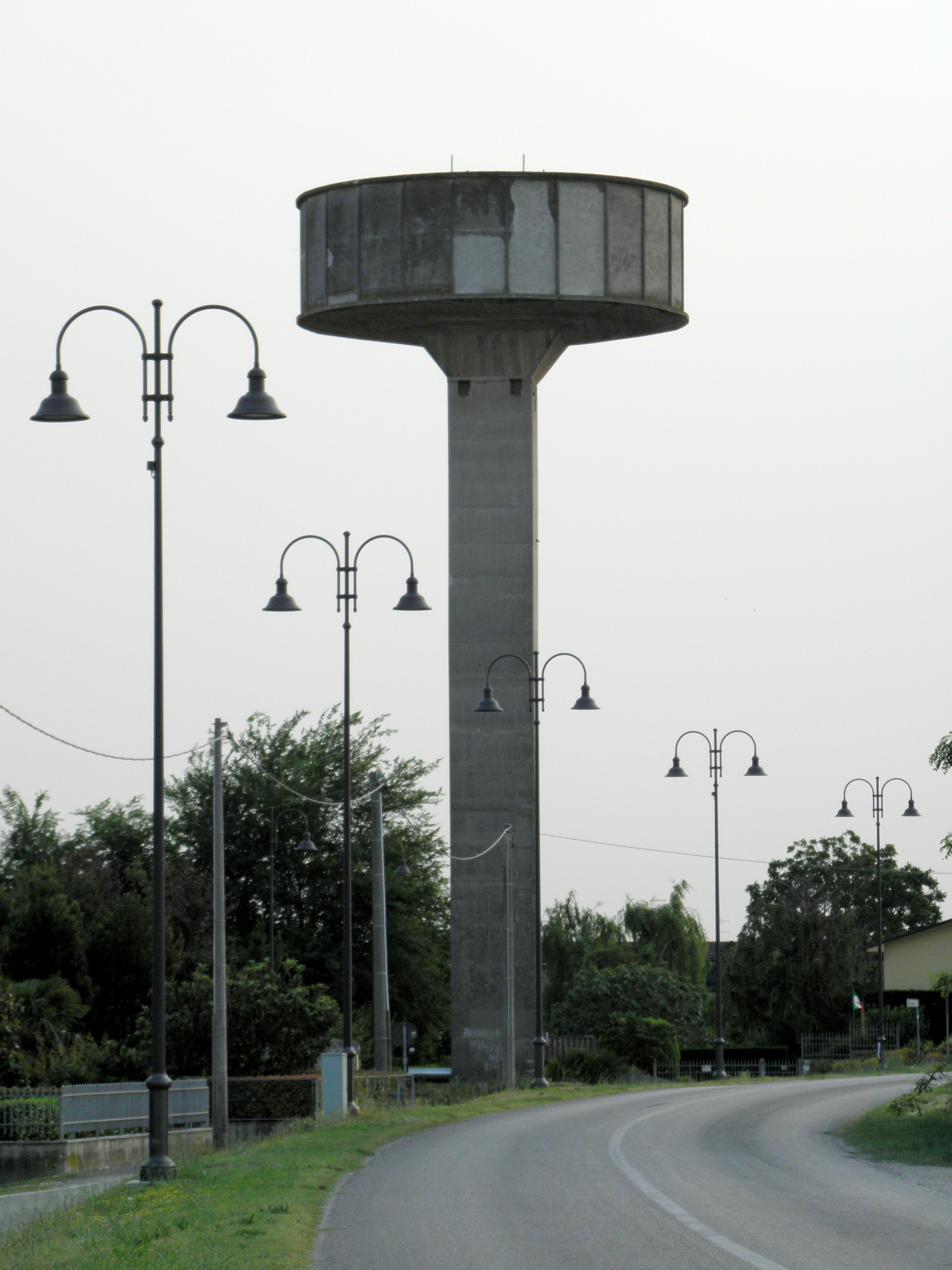
Torre piezometrica e cisterna dell'acquedotto

Il secondo dominio francese durò fino alla caduta di Napoleone. Il 20 aprile 1814 il Veneto, ed anche Bosaro, venne restituito agli asburgici e con la caduta del Regno, quello stesso mese, le città e l'intero Veneto tornarono all'Impero d'Austria, che incorporò, dal 1815, i territori nel Regno Lombardo-Veneto.
In seguito Bosaro seguì le vicissitudini storico politiche legate al Polesine ed al suo capoluogo Rovigo, con l'annessione del Veneto al Regno d'Italia avvenuto nel 1866 al termine della terza guerra di indipendenza.

### Simboli
Lo stemma e il gonfalone sono stati concessi con DPR del 15 novembre 1955.
Il gonfalone è un drappo partito di rosso e di azzurro.

## Monumenti e luoghi d'interesse

### Architetture religiose

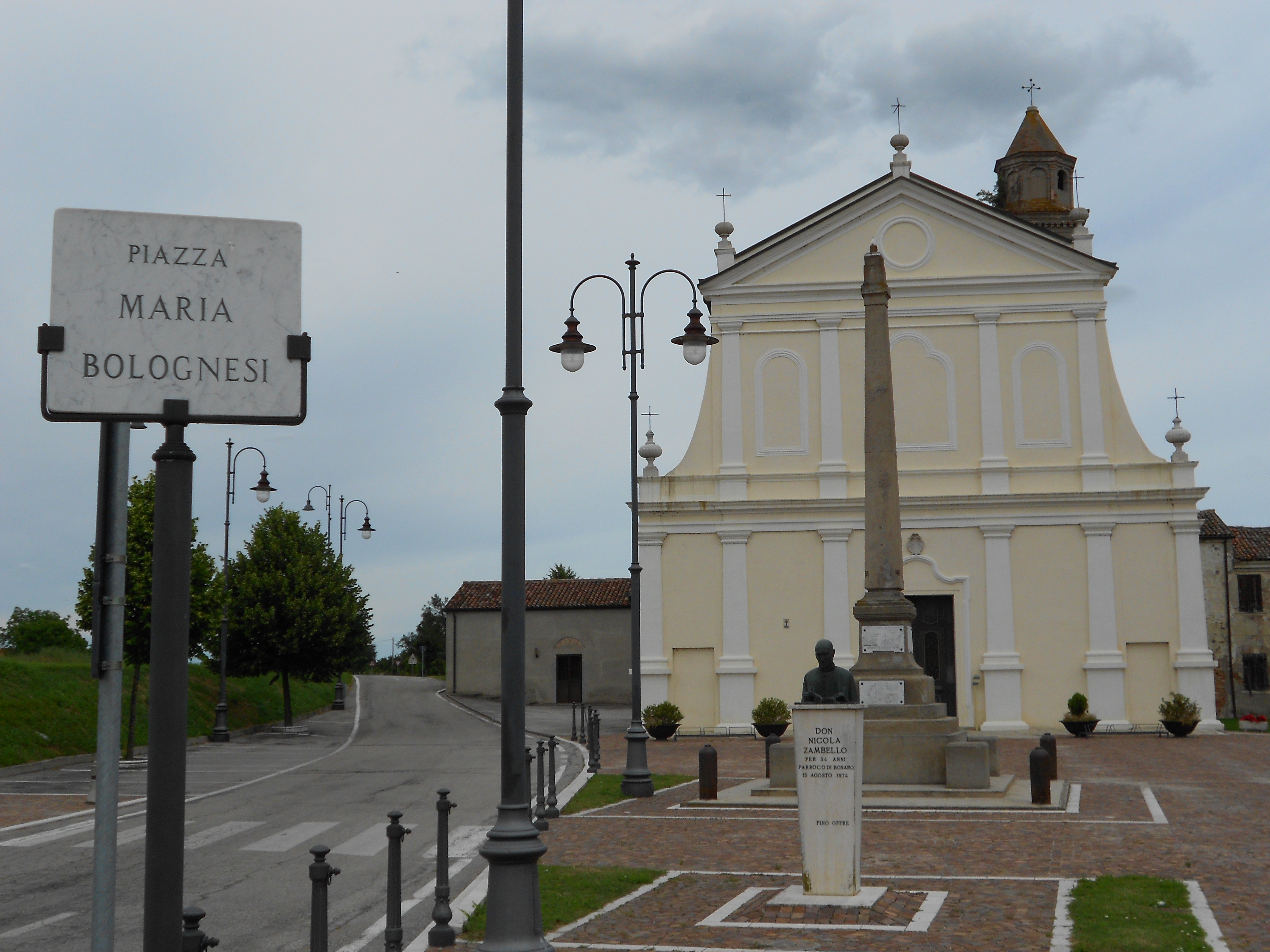
Piazza Maria Bolognesi e chiesa parrocchiale di San Sebastiano martire.

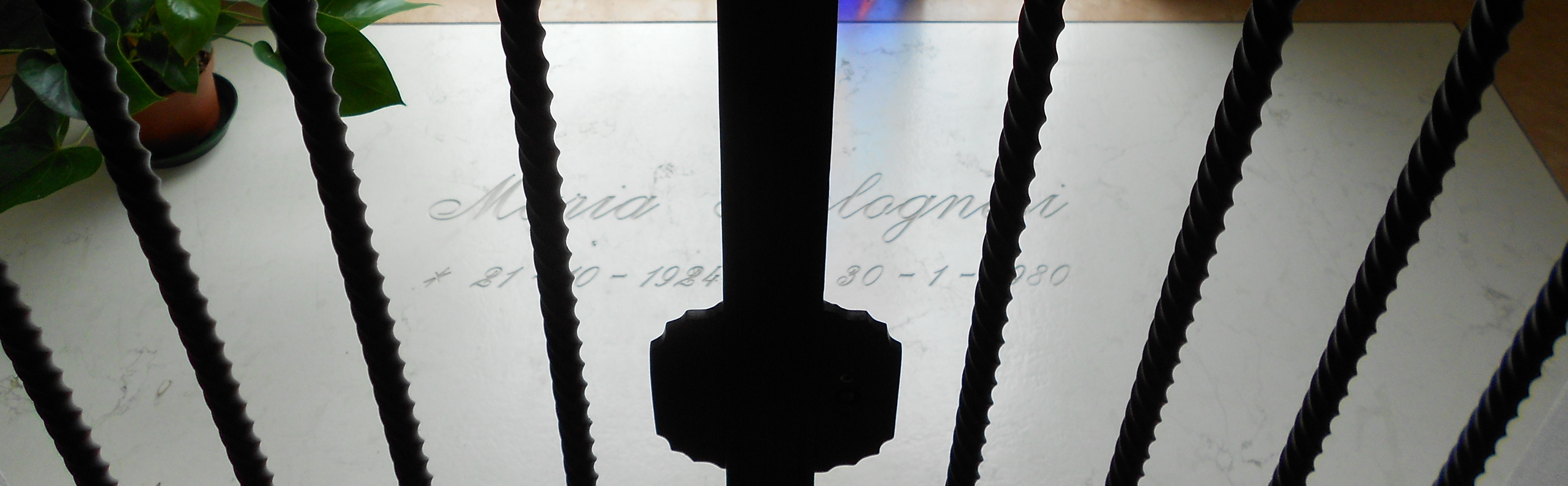
Tomba di Maria Bolognesi nella parrocchiale di San Sebastiano martire

- Chiesa parrocchiale di San Sebastiano martire. (XVI secolo)
- Oratorio di Bosco del Monaco.

### Architetture civili
- Palazzo municipale.
- Botte Bresparola: botte sifone, particolare opera idraulica progettata nel 1901 da F. Paleocapa, edificata in località Bresparola per permettere al Collettore Padano di scorrere sotto alla fossa di Polesella, attualmente interrata, al fine di ricevere lo scolo delle acque di bonifica.
- Campetto cittadino: situato proprio accanto al campo da calcio a 11, il campetto di Bosaro è una delle mete preferite per i giovani di Bosaro e dintorni. Con picchi di 27 ragazzi nel pomeriggio, risulta essere uno dei campetti più frequentati di tutto il Polesine.
- Villa Artili Perrona: villa veneta settecentesca.

### Altre opere
- Monumento a don Nicola Zambello, opera dello scultore Virgilio Milani (1974).[8]

## Società

### Evoluzione demografica
Abitanti censiti

## Amministrazione
| Periodo | Periodo   | Primo cittadino | Partito                            | Carica  | Note |
| ------- | --------- | --------------- | ---------------------------------- | ------- | ---- |
| 1995    | 1999      | Oscar Tosini    | Partito Democratico della Sinistra | Sindaco |      |
| 1999    | 2004      | Oscar Tosini    | Democratici di Sinistra            | Sindaco |      |
| 2004    | 2009      | Remo Randolo    | Lista Civica (Centro-sinistra)     | Sindaco |      |
| 2009    | 2014      | Remo Randolo    | Lista Civica (Centro-sinistra)     | Sindaco |      |
| 2014    | 2019      | Daniele Panella | Lista Civica "Bosaro per tutti"    | Sindaco |      |
| 2019    | in carica | Daniele Panella | Lista Civica "Bosaro Insieme"      | Sindaco |      |